# Deadlock (gruppo musicale)
I Deadlock sono un gruppo musicale melodic death metal tedesco originario di Schwarzenfeld, città della Bavaria, e formatosi nel 1997. La band ha pubblicato cinque album, un EP e uno split album con i Six Reasons to Kill. Hanno realizzato anche alcuni video come Code of Honor, The Brave/Agony Applause e Virus Jones.
Le tematiche principalmente affrontate dalla band sono i diritti degli animali e le questioni sociali.
La particolarità della band è l'alternanza del canto growl del cantante e quello pulito e melodico della vocalist.
Dal 2011 John Galert è il nuovo cantante del gruppo e ha sostituito Johannes Prem.
Attualmente sono sotto contratto con la Napalm Records dopo anni di militanza su Lifeforce Records la quale è stata la casa discografica di gruppi come i Trivium, gli Heaven Shall Burn e gli All That Remains.

## Storia del gruppo
Formatisi nel 1997 hanno pubblicato il loro primo lavoro due anni dopo. Esso è un CD singolo omonimo della band, Deadlock, pubblicato indipendentemente e composto da quattro canzoni: Sunrise - Demon's Set, Self-Determination and the Need of Being Helped, Invictus Maneo e Fire.
L'anno seguente firmano un contratto con la casa produttrice Winter e pubblicano l'EP I'll Wake You...When Spring Awakes. Restano con la Winter fino al 2003 e pubblicano il loro primo album, The Arrival e uno split album.
In seguito passano alla più conosciuta Lifeforce Records con la quale hanno pubblicato finora quattro album e un singolo.
Nel 2013 passano alla Napalm Records e nello stesso anno esce "The Arsonist", primo album del gruppo per l'etichetta austriaca. Il 2 settembre 2014 viene annunciata la scomparsa del batterista e membro fondatore Tobias "Tobi" Graf a causa di un tumore, al suo posto viene reclutato Werner Riedl. 
Nel settembre 2015, tramite il canale YouTube della band, Sabine annuncia la momentanea fuoriuscita dalla band a causa della gravidanza del secondo figlio, presentando la nuova cantante Margot "Margi" Gerliz, per poi lasciare definitivamente nell'aprile 2016 per dedicarsi completamente alla famiglia dopo la nascita del secondo figlio, confermando così l'ingresso in pianta stabile della Gerlitz (che successivamente lascerà la band).
Nel settembre 2024, tramite la pagina Instagram della band, viene annunciato il ritorno in formazione di Sabine, e l'uscita del nuovo singolo Blackest Black.

## Discografia
Album in studio
- 2002 - The Arrival
- 2005 - Earth.Revolt
- 2007 - Wolves
- 2008 - Manifesto
- 2011 - Bizarro World
- 2013 - The Arsonist
- 2016 - Hybris

EP
- 2000 - I'll Wake You...When Spring Awakes

Split
- 2003 - Deadlock vs. Six Reasons to Kill

Raccolte
- 2014 - The Re-Arrival

## Formazione

### Formazione attuale
- Sabine Scherer - voce
- Sebastian Reichl – chitarra
- Christian "Chris" Simmerl - basso
- Ferdinand Rewicki – chitarra
- Werner Riedl - batteria

### Ex componenti
- Johannes Prem - voce
- Margot "Margi" Gerlitz - voce
- John Gahlert – voce (precedentemente basso)
- Hans-Georg Bartmann - basso
- Thomas Huschka - basso
- Thomas Gschwendner - chitarra
- Tobias "Tobi" Graf - batteria